# Дублінський шпиль
Дублінський шпиль, також має назву Монумент світла (ірл. An Túr Solais), — це великий монумент із неіржавної сталі, 120 метрів (390 футів) у висоту, розташоване на місці колишньої Колони Нельсона (і до цього статуї Вільяма Блейкіні) на О'Коннелл-стріт, головній магістралі Дубліна, Ірландія.

## Історія

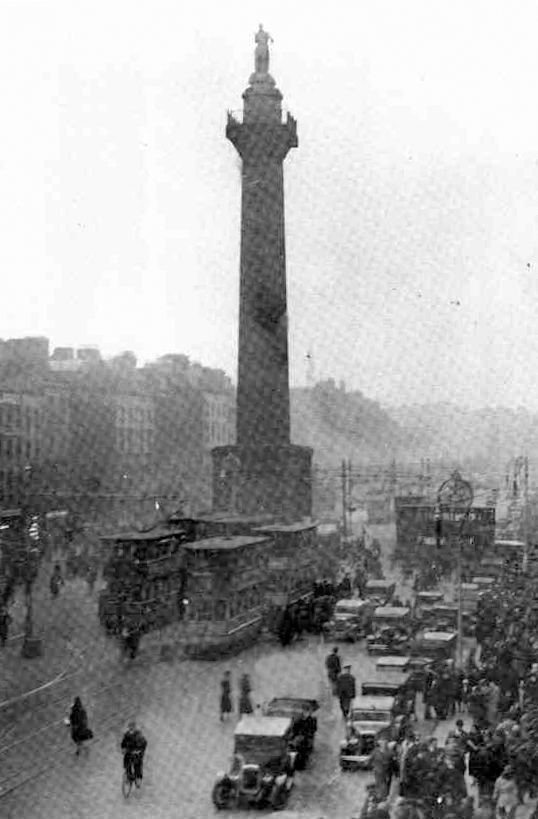
На місці Шпиля стояла Колона Нельсона, поки його не зруйнувала бомба в 1966 році.

Після руйнування Колони Нельсона колишніми членами Ірландської республіканської армії у 1966 році та подальшого контрольованого знесення через шість днів того, що залишилося, місце залишалося пустим протягом багатьох років, оскільки ні може бути прийнято рішення щодо відповідної заміни. Згодом на цьому місці було встановлено пам’ятник Анна Лівія для святкування 1988 року Дублінського тисячоліття.

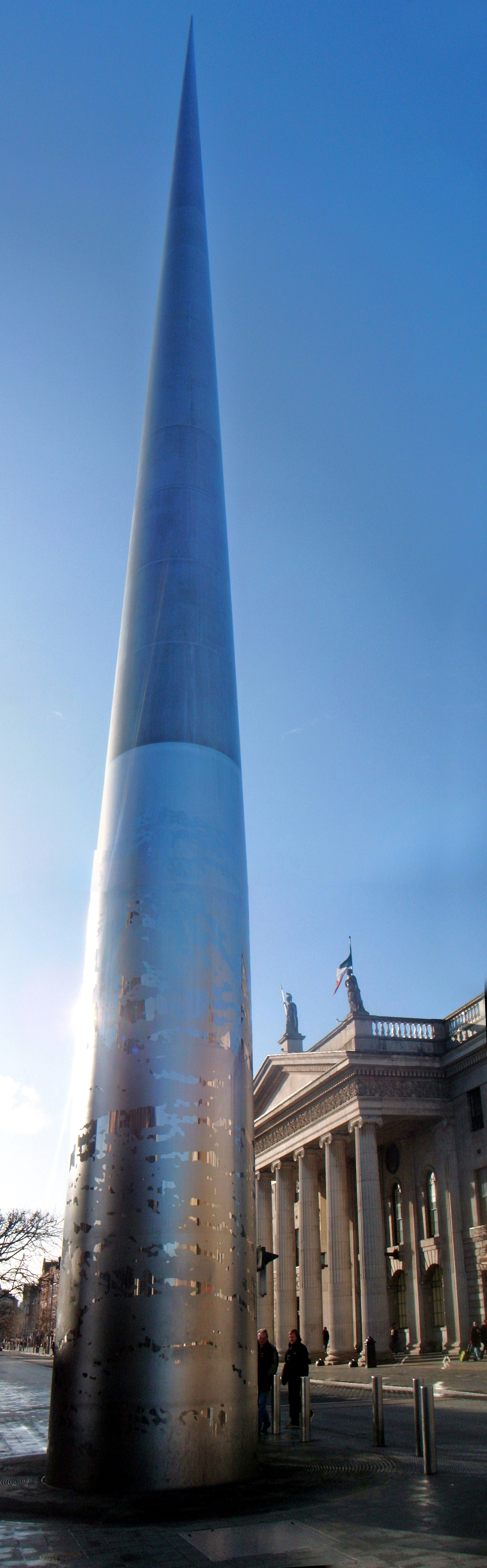
Шпиль дивиться в бік Ліффі

У 1998 році в рамках запланованої багатомільйонної реконструкції вулиці О'Коннелл (а також меморіалу на честь наступаючого тисячоліття та прагнень Ірландії в розпал її Кельтського тигру, було розпочато конкурс на пошук заміни Стовпу Нельсона. Вулиця О'Коннелл занепадала протягом кількох років через появу ресторанів швидкого харчування, відкриття дешевих магазинів із використанням дешевих пластикових вітрин і поширення занедбаних місць уздовж обох боків дороги. План реконструкції, який планувалося завершити до 2004 року, передбачав перемістити вулицю «від іміджу ресторанів швидкого харчування до (образу) «сімейного» місця, куди можна піти». У рамках проєкту покращення загального вуличного ландшафту було обіцяно нову гранітну площу та різко зменшено кількість дерев у центральній резервації, які заросли та закривали краєвиди та пам’ятники. Це було суперечливо, оскільки дерева росли протягом століття. Статуї були очищені, а в деяких випадках переміщені. Від власників магазинів вимагали замінити пластикові вивіски та фасад на більш привабливий дизайн. Рух було перенаправлено, де це було можливо, убік від вулиці, а кількість смуг руху зменшено, щоб зробити це більш привабливим для пішоходів. Центральним елементом цієї регенерації мав стати замінний монумент Колони Нельсона.
Шпиль, або «Шпиль світла», був обраний з великої кількості заявок на міжнародний конкурс комітетом під головуванням лорд-мера Дубліна, Джо Дойла. Після апеляції сторони, яка заперечувала, плани було передано до Високого суду, що означало, що пам’ятник не був готовий до святкування Тисячоліття у 2000 році. 28 грудня 2000 року, після Дослідження впливу на навколишнє середовище (EIS) було проведено, міністр навколишнього середовища Ноель Демпсі оголосив, що будівництво Монумента Світла, або «Колос», було схвалено і що будівництво пам’ятника займе дев’ятнадцять місяців. Це оголошення стало поразкою для An Taisce, неурядової організації Ірландії, що займається питаннями охорони навколишнього середовища та будівельної спадщини, яка закликала зменшити висоту шпиля. Демпсі зазначив, що Дублінська корпорація поспішала швидко завершити будівництво пам’ятника.
Шпиль був розроблений Яном Річі з Ian Ritchie Architects, який прагнув «елегантної та динамічної простоти, що поєднує мистецтво та технології». Контракт було укладено з SIAC-Radley JV, і він був виготовлений компанією Radley Engineering з Dungarvan, County Waterford, а споруджений SIAC Construction Ltd & GDW Engineering Ltd. Пам'ятник «Анні Лівії» зрештою переїхав, щоб звільнити місце для Шпиля у 2001 році.
У грудні 2015 року, щоб збігтися з ірландською прем’єрою фільму Зоряні війни: Пробудження Сили, біля основи Шпиля було встановлено велику тимчасову рукоять Світлового меча, щоб освітлювати Шпиль синім кольором уночі.

## Будівництво
Перша секція була встановлена 18 грудня 2002 року. Будівництво скульптури затягнулося через труднощі з отриманням дозволу на планування та екологічних норм. Шпиль складається з восьми порожнистих конусних секцій з нержавіючої сталі, найдовшою з яких є 20 метрова (66 футів), яку було встановлено 21 січня 2003 року. Це видовжений конус діаметром 3 метри біля основи, що звужується до 15 сантиметрів у верхній частині. Загальна вага восьми секцій становить 133,15 тонни. Всередині п'ятої секції знизу встановлено два демпфера маси, розроблені інженерами Arup, для протидії розгойдуванню. Сталь пройшла дробоструминне зміцнення, щоб змінити якість світла, що відбивається від неї.
Візерунок навколо основи Шпиля заснований на зразку гірської породи, взятої з землі, де стоїть шпиль, і подвійної спіралі ДНК. Візерунок був нанесений за допомогою обробки сталі через гумові маски-трафарети, візерунки яких були створені за допомогою гідроабразивного різака на основі креслень зразків керну, наданих підрядником. Дизайн навколо 10 м (33 фут) нижньої частини Шпиля був створений архітекторами на основі 3D-моделі, що поєднує зразок керна і подвійну спіраль, а потім переведений в цифрову форму на 2D-креслення, надане підряднику, і використаний фахівцями для розкрою маскувального матеріалу.
У сутінках підсвічується основа пам'ятника, а верхня 10 метрова (33 фути) частина освітлюється через 11 884 отвори, крізь які світять світлодіоди.

## Прийом
Деякі опозиціонери спочатку вітали пам'ятник. Прихильники порівнюють його з іншими спочатку непопулярними міськими спорудами, такими як Ейфелева вежа, тоді як недоброзичливці скаржаться, що Шпиль має мало архітектурного чи культурного зв'язку з містом. Ірландський інтелектуал Дезмонд Феннелл вважав, що Шпиль символізує зменшення почуття нації в Ірландії, і писав, що «розмірковуючи [про Шпиль], я визнав, що він був принаймні чесним висловом душевного стану Республіка Ірландія після її розсудливого самоусунення під час Смута та Північної війни]] і під час буму збагачення Кельтський тигр. Вона стояла за, представляла і нічого не говорила».
Також лунали скарги на небезпеку, яку несе в собі пам'ятник літакам, що низько летять, а також на відсутність християнського послання. Пам'ятник отримав низку прізвиськ, як це часто буває з публічним мистецтвом у Дубліні, зокрема «цвях у Пале», «стилет у гетто», «шпилька у смітнику», «закляклий від Ліффі», «шпиль у болоті» або «шпилька».

## Нагороди
Пам'ятник був номінований на наступні нагороди:
- 2003 фіналіст Міжнародної премії Британської будівельної індустрії
- 2004 RIBA National Award та шорт-лист премії Стірлінга
- 2005 Міс ван дер Рое Список призерів

## Галерея

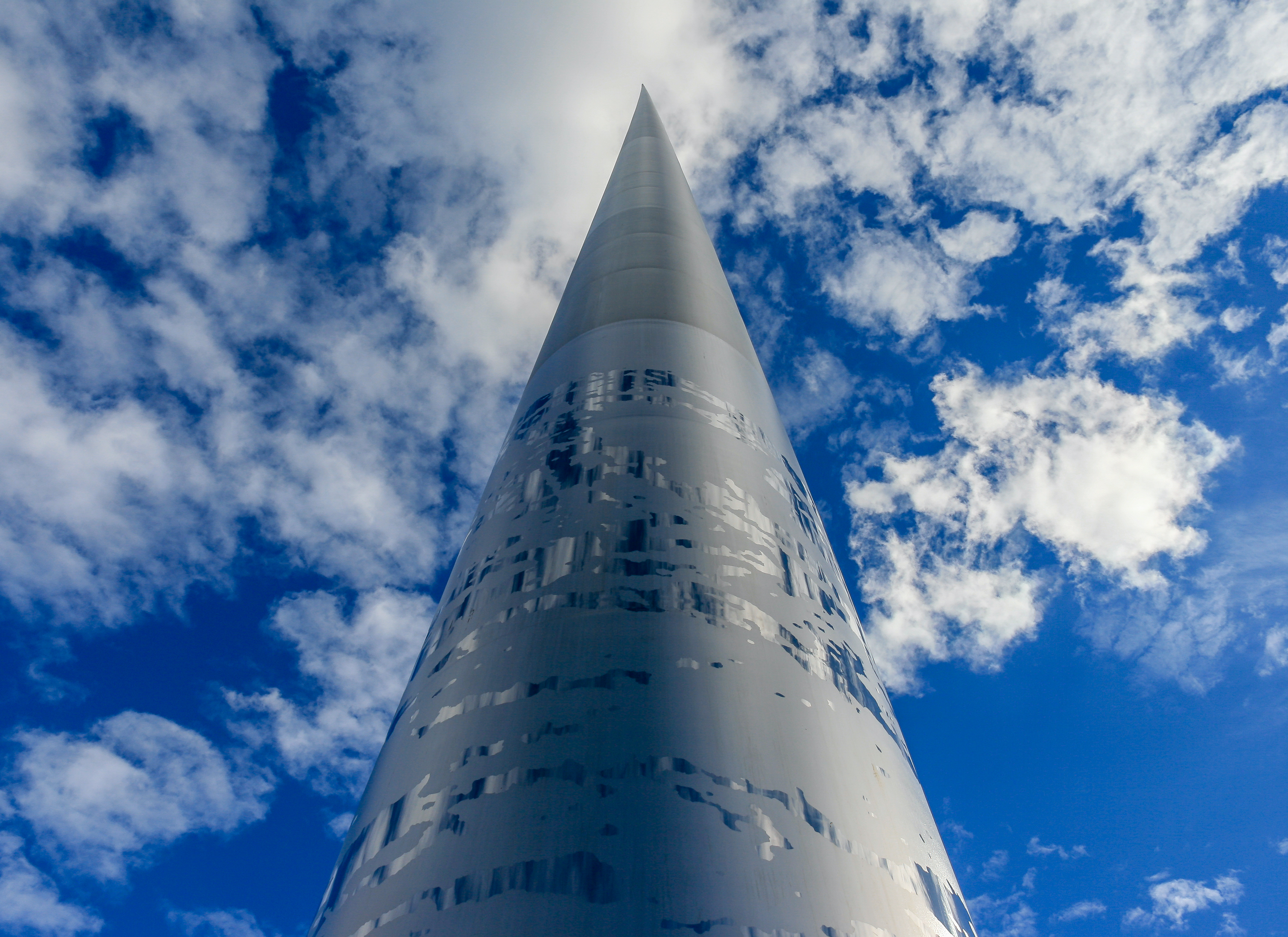
View from the bottom of the construction
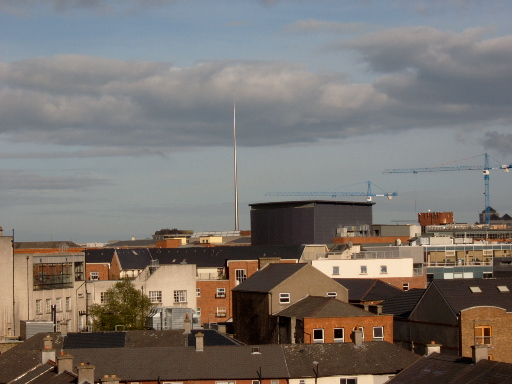
View from an inner-city apartment building
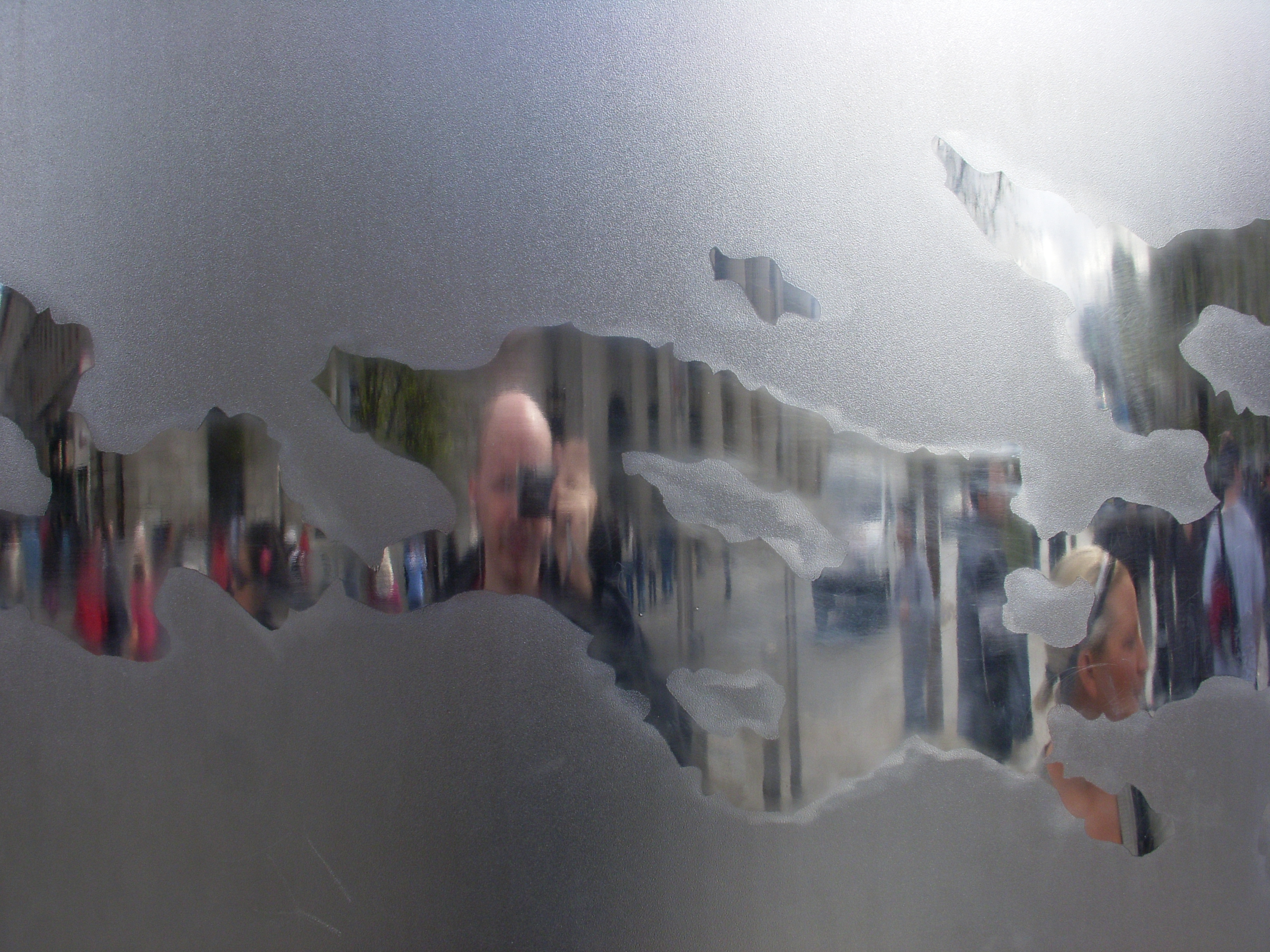
Detail of the base artwork
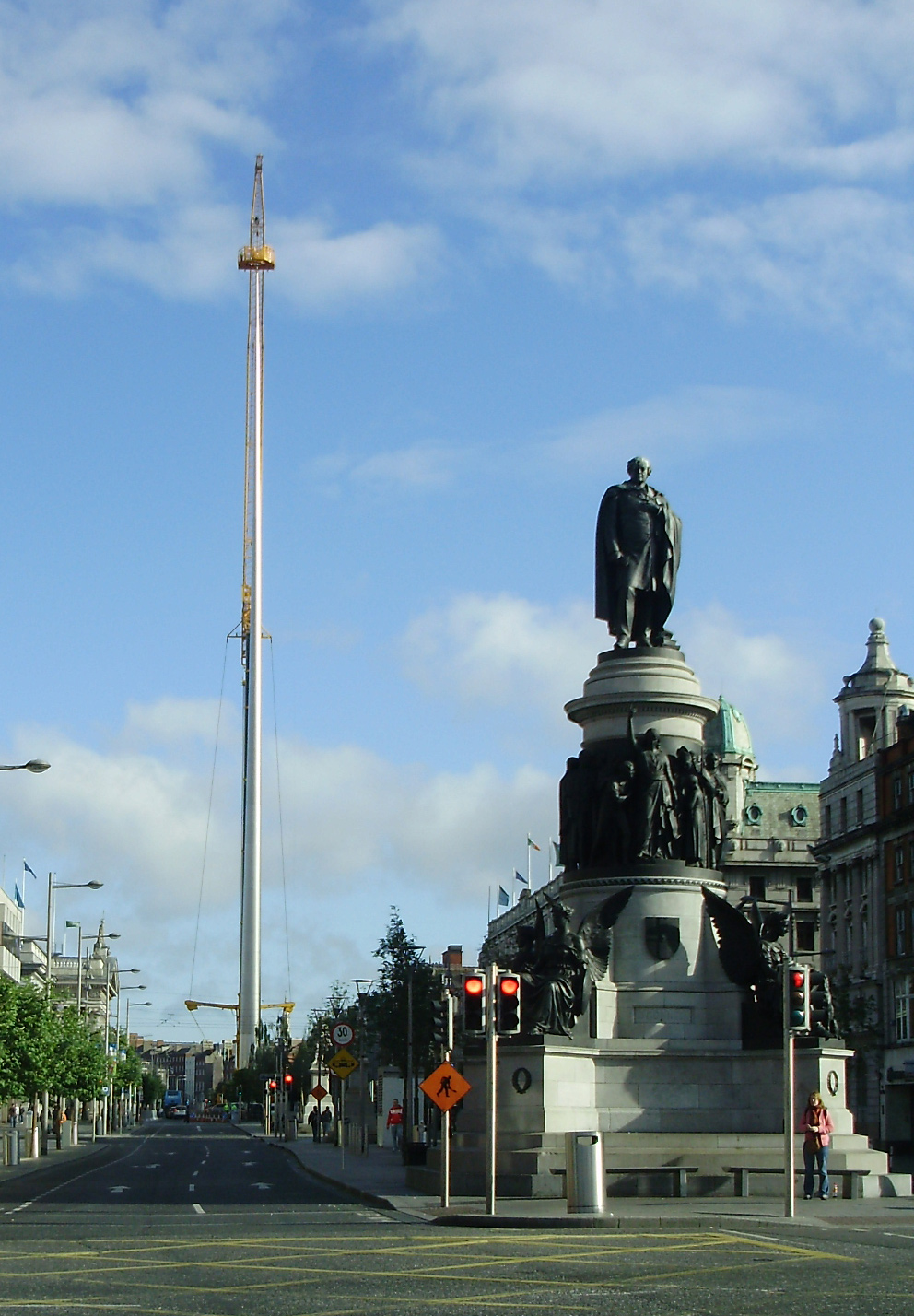
Maintenance work
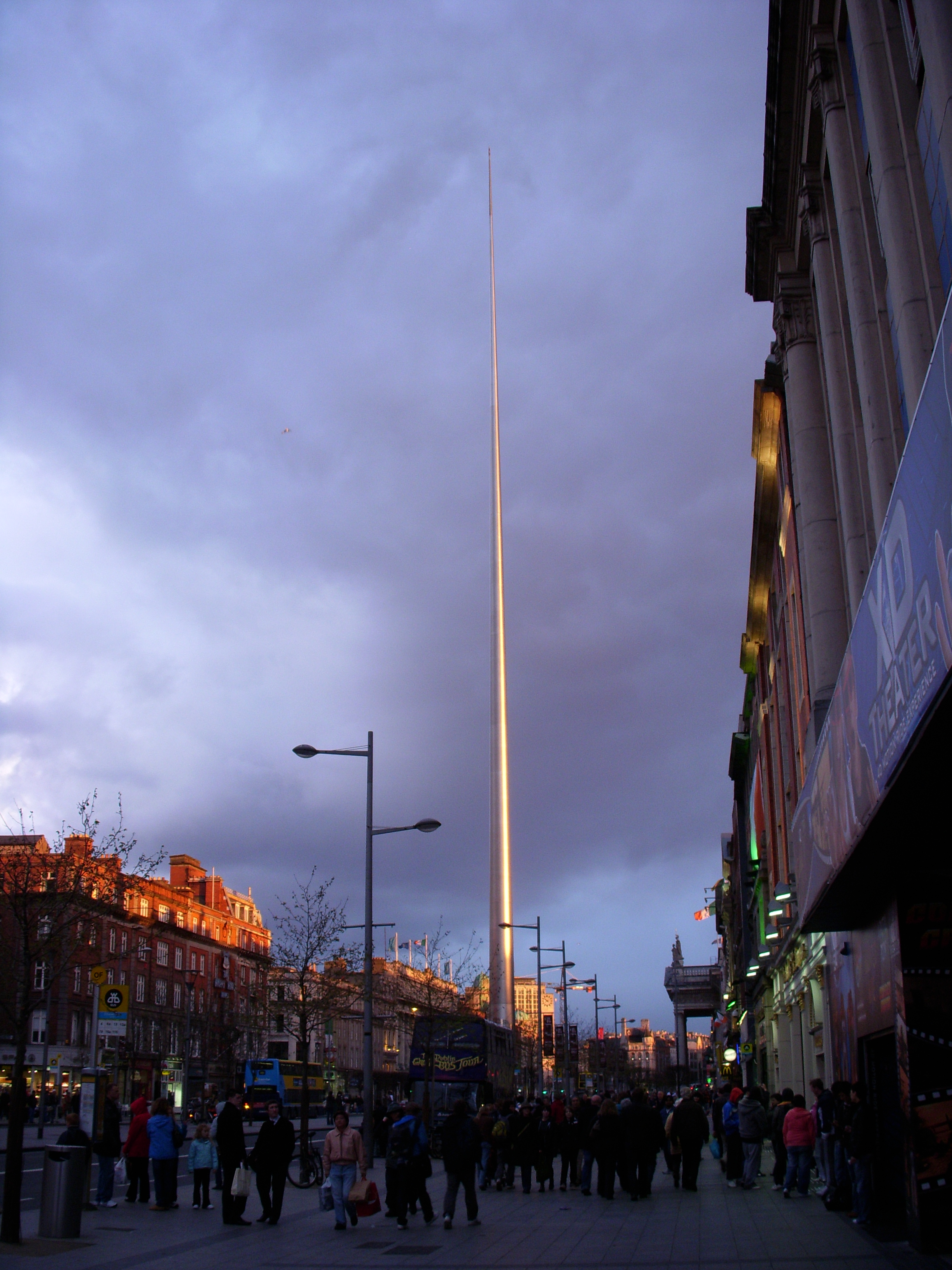
View from O'Connell Street at dusk
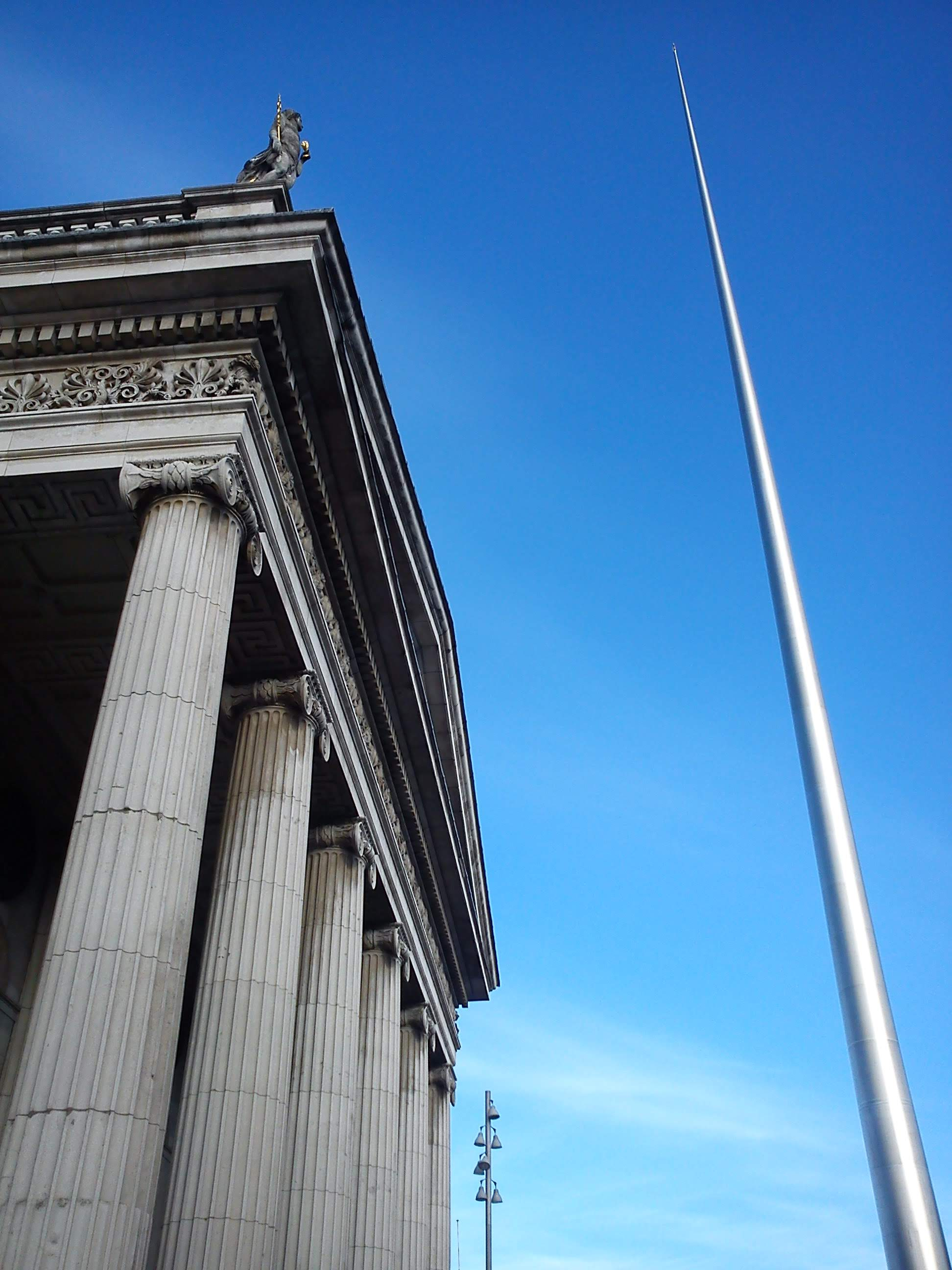
Spire and GPO